# Bill Dickens
Bill Dickens (Chicago, 1958) è um baixista americano. Na sua carreira ele tocou com Pat Metheny, George Michael, Joe Zawinul, Janet Jackson, Grover Washington, Jr., Chaka Khan, Mary J. Blige, Freddie Hubbard, Al Di Meola, Dennis Chambers, Steve Morse, Randy Newman en The Hooters.
Entre 1983 e 1989 gravou 3 LP de Ramsey Lewis: Les Fleurs, A Classic Encounter e Urban Renewal.
Em 1996 foi um dos partecipantes ao show internacional The Day The Bass Players Took Over The World.
E mais, Dickens està nos créditos do LP de Aretha Franklin A Rose Is Still a Rose , como autor da canção In Case You Forgot.

## Tecnica
Dickens toca um instrumento com amir extensão (ERB), ou seja um baixo elétrico que tem extensão maior das 4 cordas clásicas, ou sehja, um Conklin GTBD-7 (Bill Dickens signature) com sete cordas.

## Maneiras de tocar
- Bass Beyond Limits: Advanced Solo and Groove Concepts, Alfred Publishing Co., Inc., 1998, ISBN 076926493X
- Funk Bass and Beyond, Alfred Publishing Co., Inc., 2003, ISBN 0757916899

## Video
- The Bill Dickens Collection (DVD), Warner Bros. Publications, 2003